# Kadov (okres Strakonice)
Kadov je obec v okrese Strakonice v Jihočeském kraji. Žije v ní 374 obyvatel.

## Historie
První písemná zmínka o obci pochází z roku 1352.

## Obyvatelstvo
| Rok            | 1869  | 1880  | 1890  | 1900  | 1910  | 1921  | 1930  | 1950 | 1961 | 1970 | 1980 | 1991 | 2001 | 2011 | 2021 |
| -------------- | ----- | ----- | ----- | ----- | ----- | ----- | ----- | ---- | ---- | ---- | ---- | ---- | ---- | ---- | ---- |
| Počet obyvatel | 1 364 | 1 383 | 1 301 | 1 190 | 1 238 | 1 238 | 1 094 | 800  | 757  | 634  | 544  | 472  | 401  | 360  | 375  |
| Počet domů     | 196   | 212   | 218   | 218   | 224   | 219   | 221   | 223  | 204  | 194  | 175  | 222  | 234  | 235  | 240  |

## Obecní správa

### Členění obce
Obec Kadov se skládá z pěti částí na pěti katastrálních územích.
- Kadov (k. ú. Kadov u Blatné)
- Lnářský Málkov (i název k. ú.)
- Mračov (i název k. ú.)
- Pole (i název k. ú.)
- Vrbno (i název k. ú.)

### Obecní symboly
Znak a vlajka byly obci uděleny rozhodnutím předsedy Poslanecké sněmovny Parlamentu České republiky dne 22. října 2008.

## Pamětihodnosti
- Tvrz Kadov
- Kostel svatého Václava
- Hrobka rodiny Linkerů pod kaplí Nalezení svatého Kříže
- Fara
- Špitál
- Kadovský viklan - třicetitunový[7] viklan se nachází na skrz Kadov vedoucí Naučné stezce okolím viklanu zbudované v roce 1986[8].

## Galerie

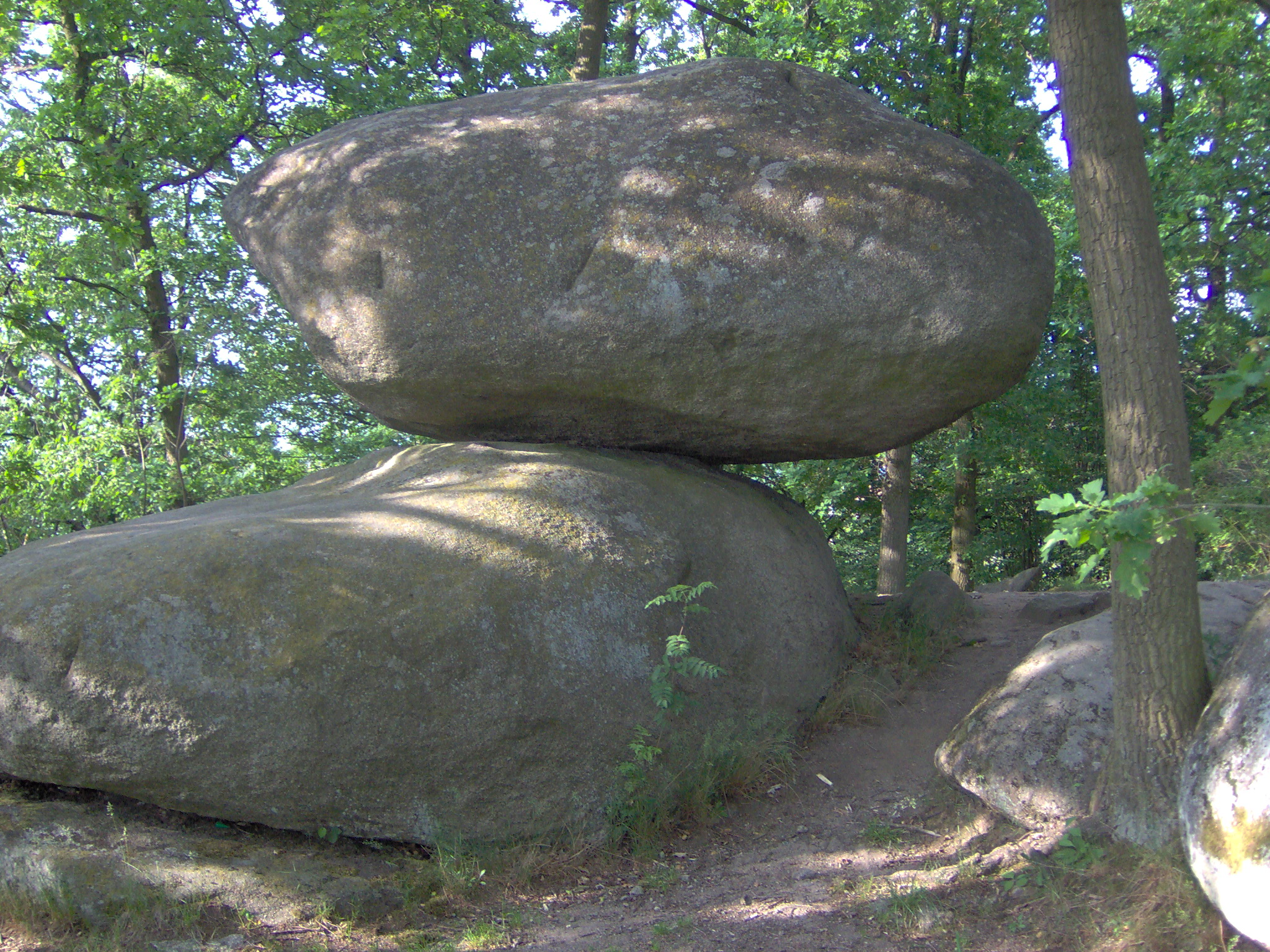
Viklan v Kadově
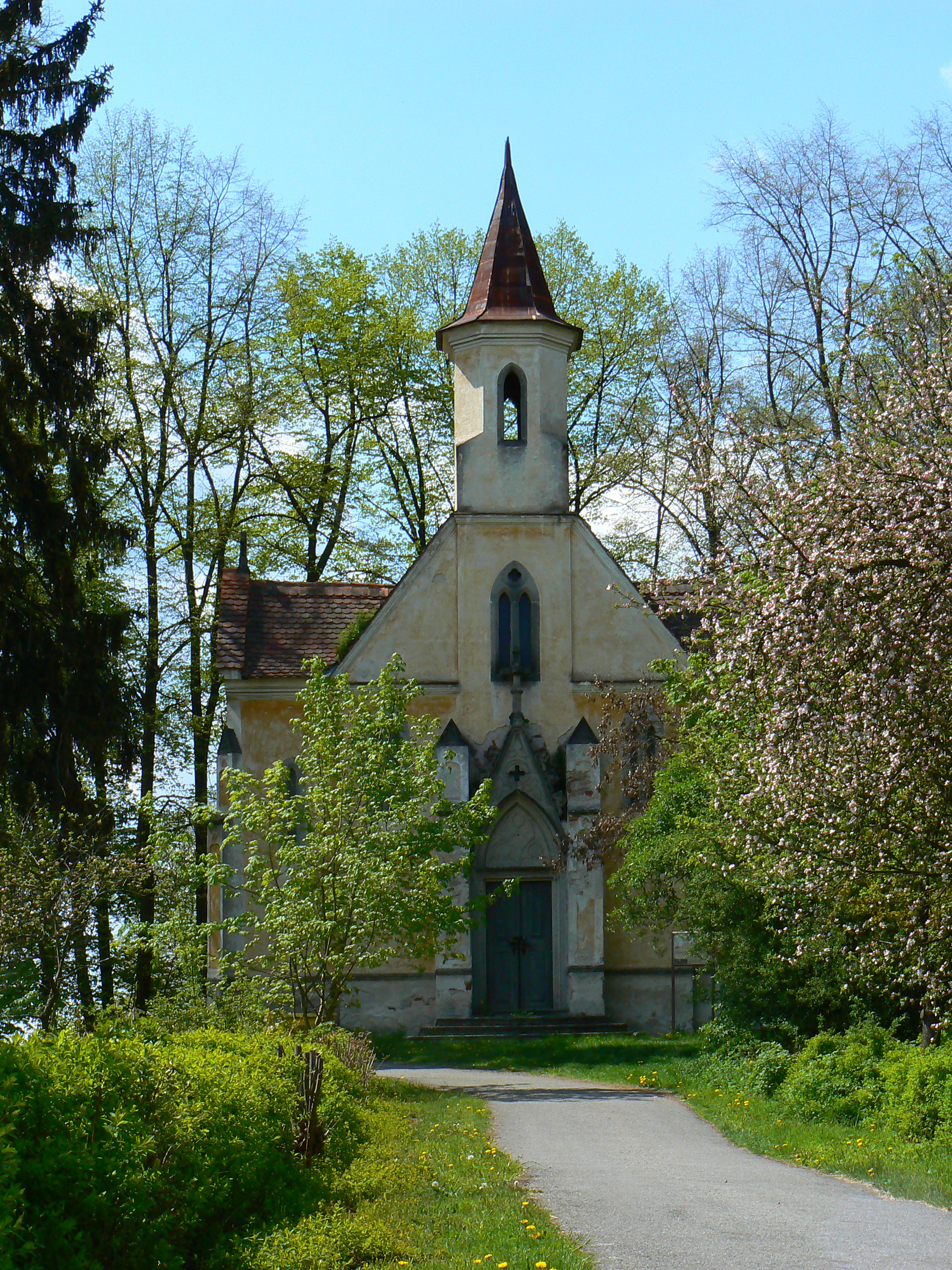
Kaple Nalezení svatého Kříže
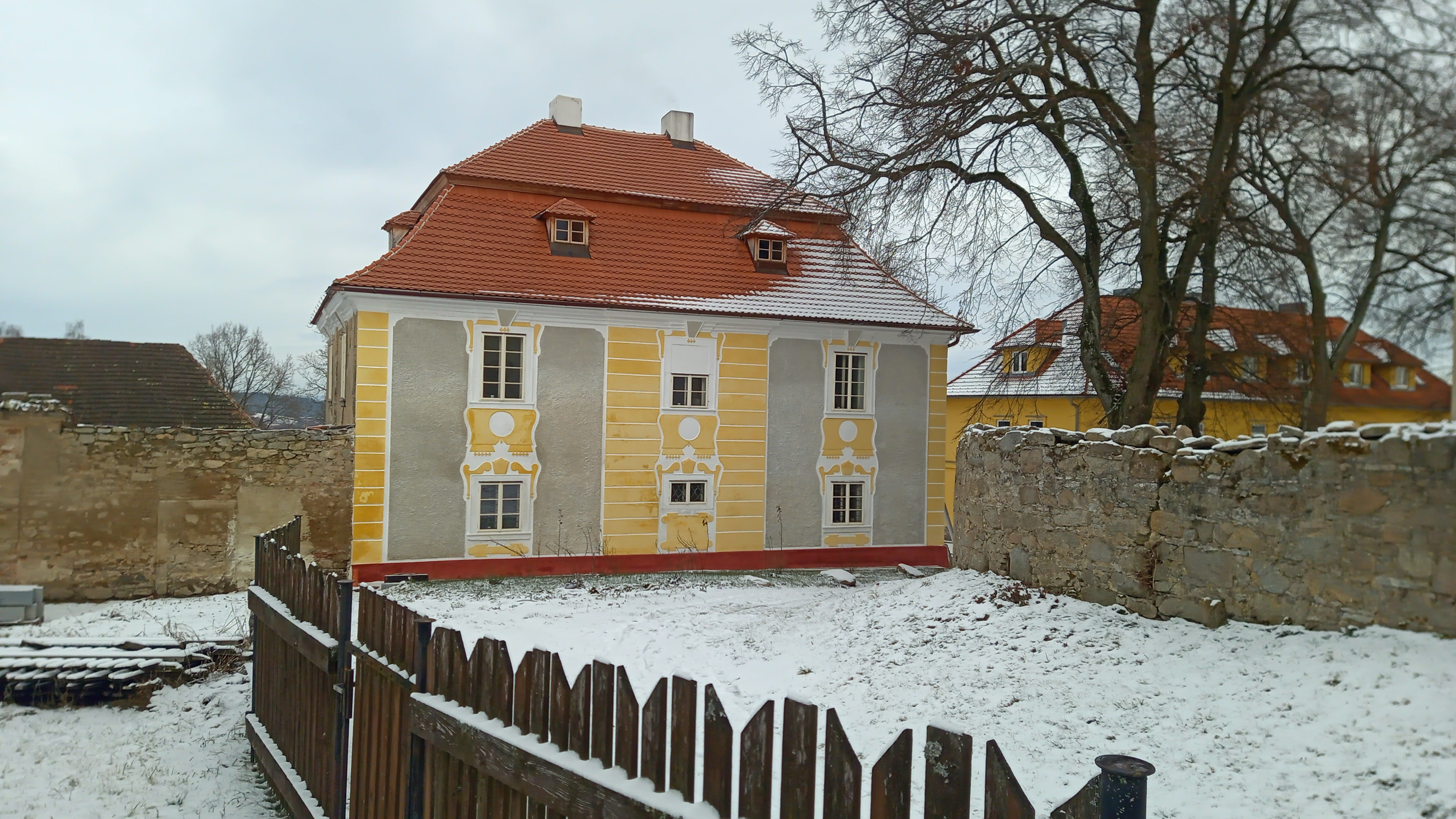
Budova fary v Kadově